# Jane Seymour

Jane Seymour (1508. ili 1509. – 24. listopada 1537.) bila je treća žena engleskog kralja Henrika VIII. i jedina koja je u braku s kraljem rodila muškog potomka.

## Podrijetlo
Kralj je dobro poznavao sir Johna Seymoura. Bio je poznat kao sposoban službenik Krune. Jednom je u ime kralja vodio diplomatsku misiju u inozemstvu. Usprkos svojim vještinama, kotirao je nisko na plemićkoj ljestvici. Kada ga je posjetio kraljevski par u ljeto 1535., John je imao oko 60 godina te je bio glava brojne obitelji. Njegova supruga Margaret, kći Henry Wentwortha iz Nettlesteada u Suffolku, kao mlada je djevojka služila na dvoru Henrikovog oca, Henrika VII. i bila smatrana izuzetnom ljepoticom. Ženidba njome je za Seymoura bio sjajan potez jer se za njegovu obitelj tvrdilo da potječu od jednoga normanskoga viteza Vilima Osvajača koji je nosio prezime St. Maur prema svom rodnom mjestu gradu Touraineu.
John Seymour je pripadao klasi novog plemstva, solidnih i poštovanih ljudi odaniih Kruni koji su svoj status zahvaljivali bogatstvu i vještinama, a ne podrijetlu. Tudori su bili skloniji takvim ljudima jer nisu imali povjerenja u starije plemstvo.
Od desetero djece koja su rođena u tom braku četvero je umrlo mlado, vjerojatno od kuge. Dva preživjela sina, Edward i Thomas, imat će važnu ulogu u povijesti Engleske. Treći sin, Henry, izbjegavao je javno djelovanje te živio kao seoski vlastelin. Najstarija kći, Elizabeth, 1535. godine već je bila udovica jer joj je suprug umro godinu prije. Ostale kćeri bile su Dorothy, koja je poslija postala supruga sir Clementa Smitha, i Jane.

Jane je bila žena srednjeg rasta s blijedim tenom.
"Nitko je nije smatrao posebno lijepom", komentirao je Eustace Chapuys, španjolski veleposlanik.

## Odrastanje
Tijekom djetinjstva u Wulfhallu (koji danas ne postoji) imala je plaćenoga privatnoga učitelja, svećenika, oca Jamesa. Naučila je čitati i napisati svoje ime, ali nije bila obrazovana poput Katarine Aragonske i Ane Boleyn. Nije bila ni pametna poput njih. Jane je primila jednu vrstu tradicionalnoga ženskoga obrazovanja i nedvojbeno je da ju je majka poučila ženskim vještinama (briga o kućanstvu, živanje, kuhanje itd.). Vještina Janeina vezenja bila je legendarna, a primjerci njezina rada bili su očuvani još jedno stoljeće nakon njezine smrti, kao svjedoci umijeća. Uživala je i u sportovima na otvorenome te je rano naučila jahati.

## Na kraljevskom dvoruHenrika VIII.
Tijekom 1520-ih godina Jane se zaposlila kao sluškinja u kućanstvu Katarine Aragonske. Jako je poštovala kraljicu Katarinu koju je poslije, kad i sama postala kraljica, uzela kao uzor. Katarinino dvostruko kućanstvo bilo je neka vrsta više škole za mlade djevojke iz uglednih obitelji pa je Jane odrasla u ozračju ustrajna kultiviranja i pobožnosti.
Upoznala je princezu Mariju i sprijateljila se s njom, osam godina mlađom. Također je dobro poznavala i Anu Boleyn jer su neko vrijeme obje bile kraljičine dvorkinje.
Zahvaljujući svom položaju na dvoru, Jane je svjedočila svim događajima koji su pridonijeli legatskom sudu 1529. godine i iz prve ruke je mogla vidjeti pad kraljice i kako je Ana Boleyn stekla moć. Jane je svojim prijateljstvom pokušavala ublažiti patnje koje su Katarina i njezina kći Marija proživljavale tijekom tog burnog razdoblja.
Kad je 1531. godine kraljica bila protjerana s dvora, Jane mogla biti jedna od njezinih dvorkinja u Moreu, a zatim u Ampthillu. Ipak, vjerojatnije je da je tada bila premještena u kućanstvo Ane Boleyn. Svakako je ondje bila u božićno vrijeme 1533. godine. Ana bi teško prihvatila nekoga tko je izabrao biti prognan s Katarinom. Poput Ane, i Jane je bila ambiciozna, kao što je njezina obitelj i poticala. Morala je misliti na ugled svoje obitelji i povoljan brak u budućnosti.

## Kraljeva ljubavnica
Henrik na Jane nije obraćao posebnu pozornost sve do rujna 1533., što je vjerojatno bio rezultat posjeta njezinoj obitelji. Henrik više nije bio sportski razvijen mladić kao u doba kada se oženio Katarinom Aragonskom. Nakon 1533. godine počeo se debljati i bio je manje aktivan nego u mladosti. Usto, patio je od bolova u jednoj nozi koji su se stalno vraćali pošto ju je ozlijedio pavši s konja 1528. godine. Unatoč tomu, išao je redovito u lov i jahao s velikom vještinom. Ljudi su ga smatrali i dalje zgodnim iako je počeo gubiti kosu. Kako se tijekom proteklih nekoliko godina pokazao nemilosrdnim, pa i okrutnim, podanici su ga se sada više bojali nego što su ga voljeli. Mogao je biti šarmantan kada mu je to odgovaralo, pa je sada bio upravo takav.
Jane je ipak bila dobrodošla suprotnost kraljici. Sakrila je svoje ambicije ispod vela mirne ozbiljnosti i skromnosti. Bila je dobro odgojena i mirnoga karaktera. Jako se svidjela kralju i prije nego što su njegova supruga i dvorjani to shvatili, lovio je tu običnu pučanku koja ga je, poput Ane, držala na distanci rekavši da to čini zbog velike odanosti prema njemu. U godinama koje će uslijediti kralj će se smatrati najpoštenijom, najdiskretnijom i najviše hvalevrijednom suprugom.
Na dvoru je bilo brojnih ljudi koji su čekali prigodu da Anu liše kraljeve naklonosti kako bi spriječili uspjeh reformista, a Jane je mogla biti sredstvo za postizanje tog cilja. Čak je obitelj Seymour prezirala Anu Boleyn zbog potajne odanosti Katarini Aragonskoj i njezinoj kćeri.

Jane je morala na neki način pokazati Henriku da je njegovo udvaranje dobrodošlo jer je za nju to ipak bila predobra prilika da bi je propustila. U studenom ih je francuski veleposlanik vidio zajedno te zaključio da se kralj ponovno zaljubio. Janeina braća, Edward i Thomas, bili su s njom na dvoru te je razborito upozoravali da ne daruje svoju nevinosti Henriku kako bi ostavila dojam kreposne žene koja čeka brak. Svoju rastuću moć Jane je htjela iskoristiti kako bi nagovorila kralja da se vrati Rimu i da vrati princezu Mariju u položaj zakonite prijestolonasljednice.
Na dan sprovoda Katarine Aragonske, Ana Boleyn je zatekla Henrika kako kleči ispred Jane. Čim je to vidjela, bijesno je istrčala iz prostorije. Henrik se, ugledavši svoju histeričnu suprugu, uplašio za dijete u njezinoj utrobi pa je otpravio Jane iz sobe te požurio smiriti Anu: "Smiri se, draga, sve će biti dobro s tobom."
No, šteta je već bila učinjena. Iste je večeri Ana pobacila muško dijete. Henrik se postavio hladno, prigovorivši Ani "gubitak njegova dječaka". Ana mu je oštro uzvratila da je on za to kriv jer je bio neljubazan prema njoj. Henrik joj je na to rekao da ona s njim "više neće imati dječaka". Vidjevši ga tako neumoljiva, Ana je zaplakala u očaju rekavši mu da ne može kriviti za to razočaranje nikoga drugoga doli sebe, jer ju je uzrujao "s tom djevojčurom Jane Seymour".
"Volim te više nego što te Katarina voljela pa mi je srce puklo kad sam vidjela da ljubiš druge.", dodala je Ana. 

Međutim, prevršila je svaku mjeru. "Razgovarat ću s tobom kad ti bude bolje", rekao joj je Henrik hladno i izišao iz sobe. Tada je zatvorio i vrata svoga drugoga braka.
Jane je postala stalan trn u Aninom oku. Redovito je primala poruke i darove od Henrika, što se je u Ani izazivalo gađenje i ljubomoru. Stalno se svađala i pratila što Jane radi. Nekoliko ju je puta čak i pljusnula, kao povlastica gospodarice. 
"To je mlada dama čiji utjecaj iz dana u dan postaje sve veći." opisao ju je Eustace Chapuys, španjolski veleposlanik.
Henrik nije htio riskirati ugrožavanje Janeina ugleda, pa je zahtijevao da njihovim susretima i udvaranju budu nazočni njezina braća. Iako bi Henrika ta tema uznemirila, Jane je ustrajala da kralj vrati svoju kćer Mariju u nasljedni red za englesko prijestolje. 
Henrik se u subotu, 6. svibnja 1536. godine preselio u Hampton Court i započeo pripreme za vjenčanje s Jane. Bio je dobro raspoložen, ošišao se i kosu pustio tako da mu raste preko ušiju. Ani se sviđao bez brade, no on je sad puštao bradu i neće je do kraja života obrijati.
Dana 16. svibnja Chapuys je zamijetio kako sve više dvorjana odlazi pokazati poštovanje Jane. Ipak, veleposlanik je bio skeptičan, misleći kako se kralj" može i od nje razvesti kad mu dosadi". Jane nije uživala naročitu popularnost, što se očituje u podrugljivim baladama koje su se tada pjevale u Londonu i koje je kralj uzaludno pokušavao suzbiti. Ani Boleyn je trebalo sedam godina da se domogne krune. Jane je čekala manje od sedam mjeseci. Istog dana kada je Ana Boleyn umrla, kralj je svom Vijeću priopćio da će se zaručiti s Jane.

## Engleska kraljica - "obvezna slušati i služiti"
Poput svih vjenčanja Henrika VIII., bit će to privatan obred poslije kojega će se održati javne svečanosti. Jane je za svoj moto odabrala: "Obvezna slušati i služiti". Vjenčao ih je nadbiskup Cranmer. Kralj je Jane darovao 104 vlastelinske kuće u četiri županije te veći broj šuma i lovišta.

U samo tjedan dana nakon vjenčanja kralj je optimistično govorio "kako se nada princu još ove sezone".
"Najnježnija dama koju sam ikada upoznao i dobra kraljica poput bilo koje druge u kršćanskom svijetu. Uvjeravam vas, moj gospodine, kralj je izišao iz pakla i uzašao na nebo jer s ovom je dobio nježnosti koliko je bio proklet i imao nesreću u drugoj. Kad opet budete pisali kralju, recite mu kako se radujete što je našao tako milostivu ženu kao što je ona.", izjavio je sir John Russell.
Jane je povećala broj kraljičine posluge s Katarininih 168 na 200 ljudi. 
Jane je proglašena kraljicom Engleske 4. lipnja 1536. u palači Greenwhich. Svoje je ponašanje od samog početka modelirala prema Katarini Aragonskoj. Imala je tri cilja: dati kralju muškog nasljednika, raditi na rehabilitaciji princeze Marije i pomoći svojoj obitelji. Mudro je zaključila kako je vrlo važno da svoj utjecaj ne troši na krive načine. Njezina tiha dostojanstvenost - zbog koje se svidjela i kralju i podanicima - skrivala je jaku volju i odlučnost da uspije u onim područjima koje je odabrala. 
Henrik nije bio idealan suprug, a u tom razdoblju svog života bio je i naporan čovjek. Njegova razdražljivost bila je potaknuta Marijinim ponašanjem i boli koja mu je dolazila iz rane na nozi, koja se stalno gnojila. Autokratski način ophođenja proširio se i na njegov privatni život. Religija mu je postala jedna od glavnih preokupacija. Sebe je smatrao duhovnim ocem svog naroda, kojeg je sam Bog postavio da ih vodi. S ljudima s kojima je bio intiman znao je biti vrlo grub, netolerantan, zajedljiv, pa i brutalan. U drugim razdobljima bio je onaj stari srdačni i dobrohotni Henrik. No ta strana njegove osobnosti sve se rjeđe pojavljivala kako mu je sve slabije zdravlje narušavalo nekad veličanstvenu tjelesnu građu. Nakon iskustva prijašnjih brakova, Henrik si nije htio dopustiti da ijedna žena više vlada njime. 
Međutim, Janein brak s Henrikom bio je uspješan unatoč tome što je njegova strast popustila čim je završio osvajanje. Činilo se da je Jane iskreno volio i poštovao je iako je i s njom znao biti grub. Kasnije je tijekom života samoga sebe uvjerio da ju je volio više od svih drugih supruga. Janeina braća bili su na početku sjajnih karijera u javnom životu koje će kasnije tragično završiti.

## Rođenje sina
U proljeće 1537. kraljica Jane je bila trudna. Začela je dijete polovicom siječnja. Kralj je odgodio svečanu krunidbu kraljice planiranu tijekom ljeta jer može čekati sve do poslije listopada, kada se dijete rodi. Tijekom lljeta u crkvama se molilo za kraljičin siguran porođaj. Jane se nije pojavljivala u javnosti i vodila je relativno miran svakodnevan život. Bila je pod nadzorom kraljevih liječnika i najboljih primalja u zemlji. Kako bi joj ugodio, kralj je primio njezinog brata Edwarda u svoje Vijeće. Kralj je, na kraljičinu želju, naručio veliku pošiljku prepelica iz Calaisa. Govorilo se da kralj nikada nije bio radosniji.
Godinu dana na prijestolju preobrazila je Jane u pobožnu matronu, posve svjesnu svog položaja i dostojanstva, svjesnu da u svojoj utrobi nosi prijestolonasljednika Engleske. Njezine glavne družbenice bile su njezina sestra Elizabeth, koja se udala za Cromwellovog sina Gregoryja, i Marija.
Naposljetku, 9. listopada poslijepodne, počeli su porođajni bolovi kraljice Jane. Trajali su tri dana i tri noći. U konačnosti se u dva sata ujutro u petak, 12. listopada 1537., rodio zdrav dječak svijetle kose. Kralj, koji je na to čekao punih 27 godina, dobio je muškog nasljednika. Bilo je to, kako je rekao jedan dvorjanin, "najradosnija vijest u Engleskoj svih tih godina". Kada mu se rodio sin, Henrik je bio u Esheru. Čim je čuo da je kraljica sretno rodila princa, jahao je do Hampton Courta kako bi vidio nju i dijete. Dao je djetetu ime Eduard jer je sretnom slučajnošću rođen u noći sv. Eduarda. Imao je očevu tjelesnu građu i majčinu svijetlu put.
Sve što je dolazilo u dodir s djetetom trebalo je pažljivo očistiti.
Princ je kršten u ponedjeljak, 15. listopada. Zbog opasnosti od kuge broj ljudi koji su tome nazočili sveden je na najmanju moguću mjeru.

## Smrt
Sljedećeg dana, Jane je imala jak proljev, a potom se osjećala vrlo slabo. Do večeri njezino se stanje poboljšalo. Međutim, tijekom noći opet se razboljela pa je u srijedu ujutro njezino stanje bilo zabrinjavajuće. Bilo je jasno da pati od poslijeporođajne groznice, čestog stanja koje se događalo ženama poslije trudnoće u to vrijeme. Kralj je ostao uz Jane cijelu večer i dugo u noć. U rano jutro u srijedu, 24. listopada pozvali su biskupa Carlislea da izvede obred posljednje pomasti i, oko dva ujutro, Jane je tiho zaspala i umrla.
Henrik nije mogao podnijeti smrt. Sljedećeg jutra, užasnut time što je u istoj kući u kojoj je Janeino tijelo, pobjegao je u Windsor ostavljajući vojvodu od Norfolka da se pobrine oko pogreba. Povukao se u osamu i nije htio ni s kime razgovarati.
Unatoč tugovanju, čim je Jane bila zakopana, počeo je razmišljati o mogućim nevjestama. Nosio je crninu u sjećanje na Jane puna tri mjeseca, a dvor će žalovati sve do Uskrsa 1538. godine.
Jane je imala veličanstven pogreb. Tijelo je bilo odjeveno u haljinu od zlatne tkanine, imala je krunu na glavi i nešto nakita. U Londonu se održalo 1200 misa kraljičinu dušu.

## Zaostavština
Jane je u vrlo kratko vrijeme vladavine postigla sve što je naumila: podarila je kralju sina kojeg je tako očajnički trebao, vratila je princezu Mariju u nasljedni red te je pomirila s ocem, iskoristila je svoj utjecaj i postigla velik napredak za svoju obitelj. Kralju je pružila obiteljski živo tkakav godinama nije imao te se gotovo uopće nije miješala u vjerska i politička pitanja. Tuga zbog njezine smrti svjedoči o Henrikovoj ljubavi prema njoj. Bio je to najuspješniji od njegovih šest brakova i jedini koji mu je podario muškog nasljednika.
Kada je Henrik VIII. umro, ostavio je upute prema kojima je trebao biti pokopan uz Jane.